# Памятник святителю Иннокентию Одесскому
Па́мятник святи́телю Инноке́нтию — памятник архиепископу Херсонскому и Таврическому (1848—1857) Иннокентию, установленный в Одессе в 2013 году.
Памятник был сооружён «трудами митрополита Агафангела». Открытие памятника состоялось в рамках мероприятий, приуроченных к празднованию 75-летия митрополита Одесского и Измаильского Агафангела. Памятник был торжественно открыт митрополитом Киевским и всея Украины Владимиром. В церемонии открытия памятника приняли участие духовенство Украинской и Русской православных церквей, а также прихожане.
Бронзовая фигура святителя выполнена в полный рост, в руках Иннокентий держит Касперовскую икону Божией Матери. На постаменте памятника на накладном бронзовом медальоне выполнена надпись — «Святителю Иннокентию Одесскому», ниже неё в граните выгравированы слова «Гражданину и патриоту святой Руси от благодарных одесситов».